# Mehrin – Moravské židovské muzeum
Mehrin – Moravské židovské muzeum je projekt brněnského muzea věnovanému historii Židů na Moravě. Mehrin – Moravské židovské muzeum je projekt, který odstartoval na jaře 2019 z iniciativy brněnského spisovatele a nakladatele Martina Reinera. Chce se věnovat bezmála tisícileté přítomnosti Židů na Moravě a jeho součástí bude i Dokumentační centrum holokaustu na Moravě.
Nyní stojí za projektem oficiálně Nadační fond Mehrin, který podepsal Memoranda o spolupráci se Statutárním městem Brnem, s Jihomoravským krajem, Moravskou zemskou knihovnou, Masarykovou univerzitou a Židovským muzeem v Praze. První čtyři roky projektu jsou shrnuty v Knize Mehrin, která existuje v i anglické verzi The Book of Mehrin.

## Název
Název nově vznikajícího muzea Mehrin (מעהרין) navrhl český novinář Petr Brod, známý z vysílání Svobodné Evropy a BBC, inspirován moderním polským muzeem Polin. Význam slova „Mehrin“ doplňuje Daniel Soukup z Centra judaistických studií v Olomouci takto: Jde o historický název Moravy v hebrejštině, který vychází z německého Mähren. Občas se ve středověkých památkách užíval i název Medinat Mehrin (Země moravská, –מדינת מעהרין). V raném novověku si hebrejští autoři někdy hráli s tímto slovem v liturgických textech a spojovali ho s hebrejským „mar“, což znamená hořký, poukazujíce tak na hořký úděl Židů na Moravě, zejména během švédského vpádu ve 40. letech 17. století.  
Aby byl název srozumitelnější, došlo k jeho rozšíření na Mehrin – Moravské židovské muzeum.  
Vítězný návrh budovy muzea z roku 2022 pochází od japonského architekta Kengo Kumy. 

## Historie

### Vznik muzea

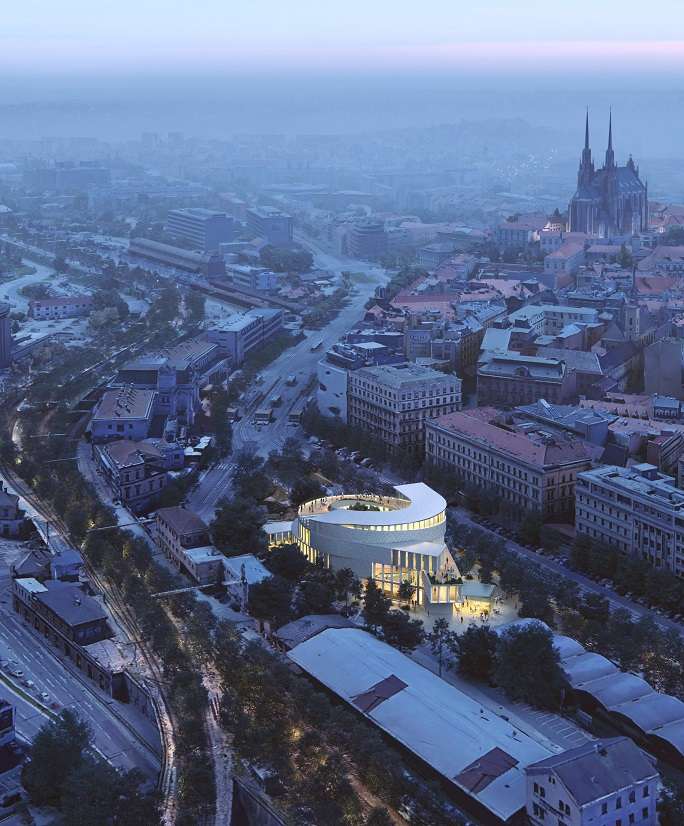
Vizualizace budovy Mehrinu – Moravského židovského muzea v Brně

Město Brno podpořilo vznik muzea poskytnutím pozemku v centru města v blízkosti současného hlavního vlakového nádraží. Hlavním cílem muzea je představit veřejnosti dějiny židovské přítomnosti na Moravě od středověku po současnost, včetně tragických událostí holokaustu a následného ticha komunistické éry cestou dokumentování a zpřístupnění autentických životních příběhů moravských židovských rodin s využitím moderních technologií. Kombinací originálních sbírkových předmětů s digitálními technologiemi a audiovizuálními materiály se MEHRIN chystá vyprávět v několika kapitolách mnohovrstevnatý příběh vystavěný nejen na artefaktech fyzických, ale především kulturních a duchovních. V symbolické rovině MEHRIN navazuje na snahy Židovského ústředního musea pro Moravsko-Slezsko, které bylo založeno v roce 1936 v Mikulově.